# Jarema Trzebiński
Jarema Trzebiński (ur. 15 grudnia 1970 we Wrocławiu) – polski prawnik, pracownik naukowy Uniwersytetu Wrocławskiego, sędzia Trybunału Stanu (2005–2011).
W 1996 ukończył prawo na UWr. Następnie podjął studia doktoranckie na tej uczelni, zakończone uzyskaniem stopnia doktora nauk prawnych w 2002. Równocześnie w latach 1996–1998 odbywał aplikację sądową, a następnie do 2001 orzekał jako asesor w Sądzie Rejonowym dla Wrocławia. W 2001 powołano go na stanowisko sędziego Sądu Rejonowego dla Wrocławia-Fabrycznej. W 2006 został wybrany na wiceprzewodniczącego Trybunału Stanu. Przewodniczył składowi orzekającemu TS podczas procesu byłego ministra skarbu Emila Wąsacza. 14 listopada 2007 ponownie wybrano go w skład TS, tym razem na szeregowego członka. Rekomendującym klubem było Prawo i Sprawiedliwość.